# Reiner Michael Stoss
| 225277 Stino    | 24 settembre 1960 |
| 231666 Aisymnos | 24 settembre 1960 |

Reiner Michael Stoss (1975) è un astronomo amatoriale tedesco.
Il Minor Planet Center gli accredita le scoperte di nove asteroidi, effettuate tra il 1960 e il 2002, di cui otto in collaborazione con Lutz D. Schmadel. È importante precisare che le scoperte formalmente datate 1960 sono il frutto di un lavoro di riesame di lastre fotografiche dell'osservatorio di Monte Palomar dell'epoca compiuto da Stoss nell'ambito del progetto DANEOPS a partire dal 1999.. Poiché il regolamento dell'IAU in vigore fino al 2010 definiva la data della scoperta come quella della prima osservazione utile alla definizione dei parametri orbitali, si è generata la curiosa situazione che la data ufficiale di scoperta è antecedente alla data di nascita dello scopritore.
Gli è stato dedicato l'asteroide 7689 Reinerstoss.